# Chorisoneura guianae
Chorisoneura guianae är en kackerlacksart som beskrevs av Morgan Hebard 1921. Chorisoneura guianae ingår i släktet Chorisoneura och familjen småkackerlackor. Inga underarter finns listade i Catalogue of Life.